# Фрамерсбах
Фрамерсбах (њем. Frammersbach) град је у њемачкој савезној држави Баварска. Једно је од 40 општинских средишта округа Мајна-Шпесарт. Према процјени из 2010. у граду је живјело 4.659 становника. Посједује регионалну шифру (AGS) 9677129.

## Географски и демографски подаци
Фрамерсбах се налази у савезној држави Баварска у округу Мајна-Шпесарт. Град се налази на надморској висини од 246 метара. Површина општине износи 19,2 km². У самом граду је, према процјени из 2010. године, живјело 4.659 становника. Просјечна густина становништва износи 243 становника/km².

## Међународна сарадња
| Мјесто | Држава    | Врста сарадње | Од    |
| ------ | --------- | ------------- | ----- |
|        | Француска | партнерство   | 1987. |
| Извор  |           |               |       |